# Candona subacuminata
Candona subacuminata är en kräftdjursart som beskrevs av Magali Delorme 1970. Candona subacuminata ingår i släktet Candona och familjen Candonidae. Inga underarter finns listade.